# Sarawak Chamber
Sarawak Chamber (wym. [sərạ:uək czẹımbər]) – największa na świecie komora jaskiniowa pod względem powierzchni oraz druga pod względem objętości. Znajduje się w jaskini Lubang Nasib Bagus (ang. Good Luck Cave) należącej do kompleksu jaskiń Mulu na terenie Parku Narodowego Gunung Mulu na wyspie Borneo. Obszar ten należy do malezyjskiego stanu Sarawak.
Sarawak Chamber została odkryta w styczniu 1981 roku, w trakcie brytyjsko-malezyjskiej wyprawy speleologicznej Mulu ‘80. Odkrycia dokonali Brytyjczycy – Andy Eavis, Dave Checkley i Tony White.
Komora ta została utworzona przez wodę przepływającą przez skały wapienne. Jej dno zbudowane jest z łupków ilastych i piaskowca. Do komory prowadzi długi, wąski, wiodący pod górę korytarz, którego dnem spływa podziemny strumień. Strumień ten przepływa przez Sarawak Chamber z północy na południowy zachód, lecz niknie wśród ogromnego rumowiska wapiennych głazów na dnie komory.

## Rozmiary
Według pomiarów wykonanych w 2011 roku za pomocą laserowego skanera 3D objętość Sarawak Chamber wynosi 9 579 205 m³, a jej powierzchnia 164 459 m². Jej długość to 600 m, a szerokość w najszerszym miejscu 435 m. W dwóch najwyższych miejscach sklepienie jaskini wznosi się na 115 i 105 m ponad dnem. Sarawak Chamber wznosi się w kierunku wschodnim, a jej deniwelacja, czyli różnica wysokości pomiędzy najwyżej i najniżej położonym punktem, wynosi ok. 300 m.
Na planie Sarawak Chamber zmieściłby się okrąg o średnicy 325 m. Dla porównania, największy zbudowany przez człowieka obiekt zwieńczony kopułą niewspartą kolumnami – Cowboys Stadium w amerykańskim Arlington, ma średnicę 275 m. Z kolei londyński stadion O2 Arena ma wewnętrzną średnicę 320 m, lecz konstrukcję tę wspierają wewnętrzne pylony.
Do 2014 roku komora ta uznawana była za największą pod względem objętości, jednak wykonane wówczas dokładne pomiary laserowe komory Miao Dong (ang. Miao Room) w Chinach dowiodły, że jest ona większa od Sarawak Chamber. Pod względem powierzchni Sarawak Chamber pozostaje największą znaną komorą jaskiniową na świecie.

## Zwiedzanie
Władze parku narodowego organizują, po uprzedniej rezerwacji, wyprawy z przewodnikiem do Sarawak Chamber, jednak są one przeznaczone tylko dla osób sprawnych fizycznie, które dodatkowo muszą spełnić pewne warunki, np. są członkami organizacji czy grup speleologicznych lub mogą wykazać się udokumentowanym udziałem w wyprawach do „dzikich” jaskiń pozbawionych oświetlenia i wytyczonych ścieżek. Osoby, które tych warunków nie spełniają, mogą najpierw wziąć udział w wyprawie o średnim poziomie trudności do innych okolicznych jaskiń, a po jej ukończeniu i pozytywnej weryfikacji przez przewodnika, zostaną zakwalifikowane do udziału w wyprawie do Sarawak Chamber.
Dojście do jaskini Lubang Nasib Bagus zajmuje około 3 godzin marszu przez dżunglę. Po dotarciu do wejścia do jaskini przewodnik ocenia poziom wody w korytarzu prowadzącym do Sarawak Chamber, a jeśli jest on zbyt wysoki, wyprawa zostaje anulowana i wraca do siedziby parku narodowego.